# Opharus major
Opharus major är en fjärilsart som beskrevs av Rothschild 1910. Opharus major ingår i släktet Opharus och familjen björnspinnare. Inga underarter finns listade i Catalogue of Life.